# أم الأولاد
أم الأولاد هو فيلم من نوع دراما أُصدر في 1994. الفيلم من إنتاج ديمينشن فيلمز، ومن توزيع ميرماكس، وهو من إخراج Yves Simoneau ‏، أما السيناريو فكان من كتابة برنارد تايلور (مؤلف).

## طاقم التمثيل
- جيمي لي كرتيس
- لوك إدواردز
- جوان والي
- كين ليرنر
- بيتر غالاغر
- جاي إي فريمان
- جون مغينلي
- جوي زيميرمان [الإنجليزية]‏
- فانيسا رديغريف
- لورين توسان
- بول غيلفويل
- جوس اكلاند

## الإنتاج
موسيقى الفيلم التصويرية كانت من تأليف جورج إس. كلينتون.

## وصلات خارجية
- أم الأولاد على موقع IMDb (الإنجليزية)
- أم الأولاد على موقع روتن توميتوز (الإنجليزية)
- أم الأولاد على موقع نتفليكس (الإنجليزية)
- أم الأولاد على موقع ألو سيني (الفرنسية)
- أم الأولاد على موقع Turner Classic Movies (الإنجليزية)
- أم الأولاد على موقع أول موفي (الإنجليزية)
- أم الأولاد على موقع بوكس أوفيس موجو (الإنجليزية)
- أم الأولاد على موقع فيلمافينيتي (الإسبانية)
- أم الأولاد على موقع قاعدة بيانات الأفلام السويدية (السويدية)
- أم الأولاد على موقع قاعدة بيانات الفيلم (الإنجليزية)